# Guillaume Guerlenc
Guillaume Guerlenc, est un baron normand du XIe siècle, comte de Mortain et membre influent des Richardides.

## Biographie
Appartenant à la famille ducale normande, Guillaume Guerlenc fait partie du clan richardide, c'est-à-dire issu du « duc » Richard Ier de Normandie. Sa parenté est sujette à débat. Selon Ordéric Vital, il est le fils de Mauger comte de Corbeil, fils du duc Richard et de sa frilla Gunnor. Guillaume de Jumièges nomme « Guillaume Guerlenc, de la descendance de Richard-le-Grand ». Douglas conclut qu'il est impossible qu'il soit le fils de Mauger, le comte de Corbeil et fils de Richard Ier, car son père est encore vivant après qu'il a été chassé du duché. Mais Cassandra Potts le contredit en proposant que le comté de Mortain lui ait été donné après l'exil de son cousin Richard en 1026. Pour Groud-Cordray et Nicolas-Méry, la succession a bien lieu en 1026 mais elle porte sur le comté d'Avranches et non de Mortain.
Vers 1049-1050 d'après Orderic Vital, ou après 1055 d'après des chartes qui nous sont parvenues, voire aux alentours de 1060 et peut-être pas avant 1063, Guillaume Guerlenc tombe en défaveur et est remplacé. Il est assez probable qu'il est déposé à la fin des années 1050, après les batailles de Mortemer (1054) et de Varaville (1057). On ne sait pas si la raison de cet évincement est réellement fondée. Orderic Vital raconte qu'il est impliqué dans un complot de rébellion contre le duc et qu'il est banni et doit s'exiler. Le duc de Normandie avait pour stratégie à cette époque de se débarrasser de l'influence des Richardides.
Le duc Guillaume le remplace immédiatement par son demi-frère utérin Robert de Conteville († 1090). Celui-ci participe à la conquête de l'Angleterre, et est le deuxième seigneur le plus riche d'Angleterre après le duc et Odon de Conteville.
Banni et accompagné de son seul écuyer, Guerlenc s'exile alors en Italie du Sud où vivent de nombreux compatriotes normands,.

## Famille et descendance
D'une union avec une épouse inconnue, il aurait eu trois fils : Frédéric, Payen et Renaud.
Il est peut-être le père d'Éremburge, comtesse de Sicile.